# 김영희 (교수)
김영희는 연세대학교의 국어국문과 교수이다. 주요 연구 분야는 구술서사, 구술연행, 구술문화이다.

## 저서
- 《밀양을 듣다 (밀양 탈송전탑 탈핵 운동의 담론과 현장)》 (오월의봄) 2019년 6월 ISBN 9791187373780
- 《송전탑 뽑아줄티 소나무야 자라거라》 (교육공동체벗) 2019년 9월 ISBN 9788968801228

## 참고 문헌
- 강재훈 (2019년 9월 28일). “누구나 말할 수 있는 권리가 있다는 말은 거짓”[2]. 한겨레신문.